# Mandrake d'or

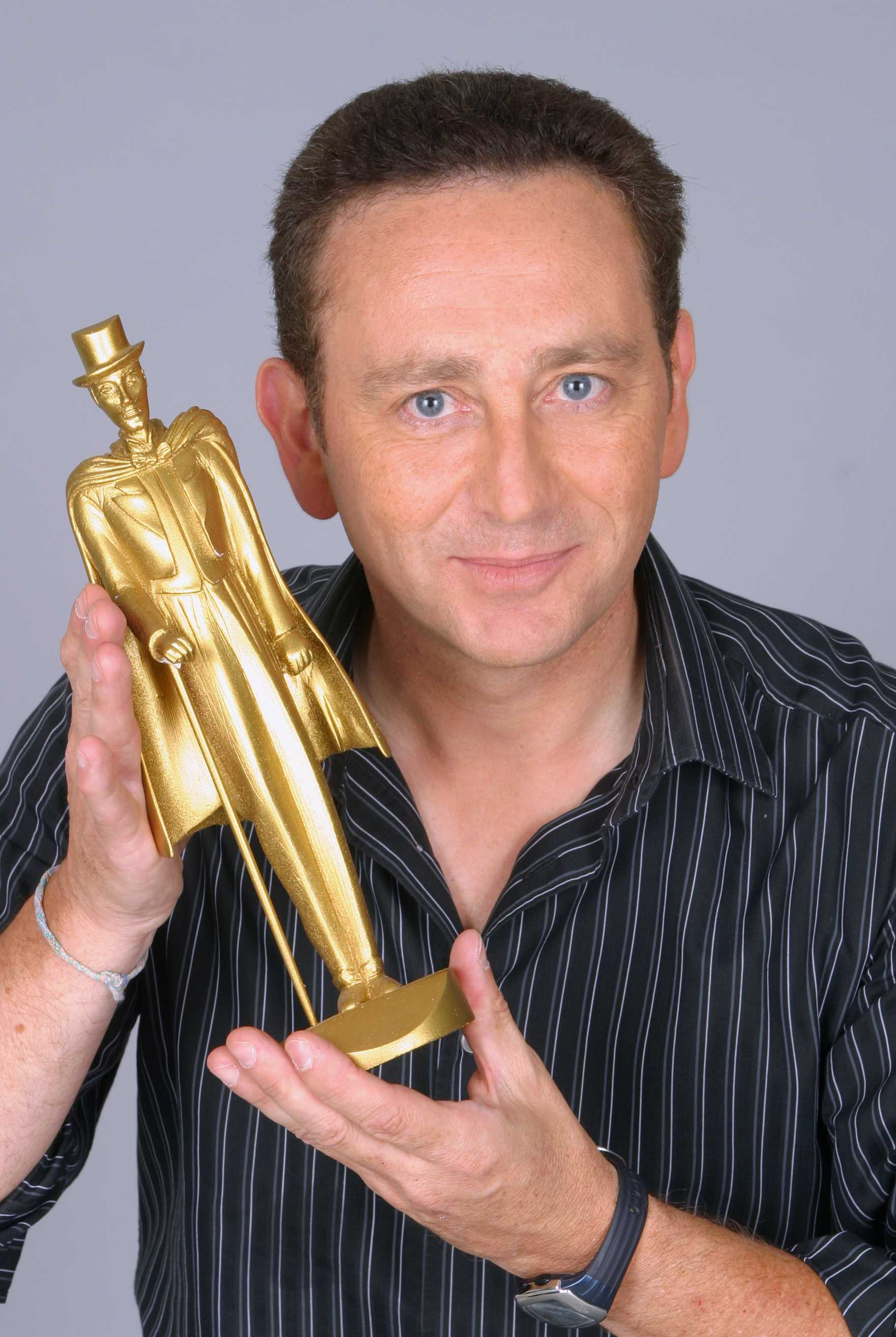
Gilles Arthur, créateur du festival et la statuette des Mandrakes d'Or

Créés en 1990 par Gilles Arthur, le Mandrake d'Or est une distinction française récompensant les magiciens.

## Histoire
Le Festival International de l'Illusion et de la Prestidigitation Les Mandrakes d'Or est un rendez-vous annuel des professionnels de la magie, avec des magiciens repérés dans le monde par l'Académie française des illusionnistes.
Inspiré de l'histoire de Mandrake le magicien, le trophée ressemble fortement à celui des Oscars du cinéma, représentant le magicien vêtu d'habit de soirée, fine moustache, chapeau haut de forme et grande cape.
Chaque année, Gilles Arthur est reçu dans plusieurs villes en Île-de-France pour des représentations spéciales des Mandrakes  d'Or. Un événement incontournable, puisque l'histoire dure déjà depuis plus d'une trentaine d'années.

## Mandrakes d'Or par année[1]
| Année | Lauréats | Mandrakes d'honneur               |
| ----- | --- | --------------------------------- |
| 1990  | - Tina Lenert - Gaëtan Bloom - Juan Tamariz - Jean Regil - Pierre Brahma                                                                        | Patrick Sébastien                 |
| 1991  | - Topper Martyn - Norm Nielsen - Yuka - Vladimir Danilin - Jean Merlin                                                                          |                                   |
| 1992  | - Alpha - Dominique - Rudy Coby - Finn Jon - Al Carthy - Jorgen Samson                                                                          |                                   |
| 1993  | - Hans Moretti - Jan Madd - Juan Mayoral - Otto Wessely - Les Blackwitt - Jeff McBride                                                          |                                   |
| 1994  | - Enric Magoo - Marco Tempest - Nicholas Night - Patrick Droude - Fred Roby - Franklin                                                          |                                   |
| 1995  | - Vic et Fabrini - THE WILSON’S - Tom Voss - Gilles et Blaise - Kevin James - Victor Voitko                                                     |                                   |
| 1996  | - Scott Cervine - Dani Lary - Erix Logan - Connie Boyd - Jonathan David Bass - Jean-Philippe Loupi                                              |                                   |
| 1997  | - Netcheporenko - Yogano - Greg Frewin - Buka - Bertran Lotth - Christopher Hart                                                                |                                   |
| 1998  | - Falkenstein - Les Philippart - Galina - Junge Junge - Jorgos - Gérald Le Guilloux                                                             |                                   |
| 1999  | - Luis de Matos - Sudarchikov - Les Black Fingers - Jade - Victor Voitko - Socrate                                                              | David Copperfield (illusionniste) |
| 2000  | - Marko Karvo - Magic Unlimited - Yunke - Michael Vadini - Mickael et Betty Ross - Omar Pasha - Mask                                            | Siegfried et Roy                  |
| 2001  | - Robert Gallup - Winfried et Angélique - Dominique et Alexandra Duvivier - Ayala - Santiago de Retes - Erix Logan - Jérôme Murat - New Absolon |                                   |
| 2002  | - Norbert Ferré - Rafael - Mirko - Phil Keller - James Brandon - Nathan Burton                                                                  |                                   |
| 2003  | - Sos et Victoria Petrosyan - Les Kamyleon - Aaron Crow - Santiago de Retes - Peter Marvey - Eun-Gyeol Lee - Le Mime Daniel                     |                                   |
| 2004  | - Double Fantasy - Sergi Buka - Elisabeth Amato - Magic Wave - Sylvia Gaffurini - The Majestix                                                  |                                   |
| 2005  | - Prince of Illusion - Carlos Vaquera - Jane - Simon Pierro - Les Alciati - Max - Latko - Bertran Lotth                                         |                                   |
| 2006  | - Arkadio - Dion - Éric Antoine - Jan Rouven - Jérome Helfenstein - Mikael Szanyiel - Roxanne                                                   |                                   |
| 2007  | - Gaetano Triggiano - Kenji Minemura - Peplum et Othello - Marc Dosseto - Mario Berousek - Xavier Tapias                                        |                                   |
| 2008  | - Christian Farla - Arno - Shimshi - Danny Colle - Alberto Giorgi                                                                               | Gérard Majax                      |
| 2009  | - Sebastian Nicolas - Ricardo Harada - David Sousa - Richard Forget - Soma                                                                      |                                   |
| 2010  | - David Goldrake - Laurent Beretta - Rocco Silano - Xavier Mortimer - David Kaplan - Timo Marc                                                  |                                   |
| 2011  | - Ta Na Manga - Miguel Gavilan - Charlie Caper - Julius Frack - Les Black Fingers - Pilou - Michel Fages                                        |                                   |
| 2012  | - Dolly Kent - Les Kamyleon - Luca Bono - Kim Hyun Joon - Tony Chapek                                                                           | Arturo Brachetti                  |
| 2013  | - Leon Etienne & Romy Low - Disguido - Charlie Mag - Antoine et Val - Otto Wessely - Fred Compangnie Poc                                        |                                   |
| 2014  | - Erick Lantin et Valérie - Doble Mandoble - Lukas - Rémi Larrousse - Erix Logan - Les Chapeaux Blancs - Vincent C                              |                                   |
| 2015  | - Alexis Arts - Viktor Vincent - Sos et Victoria Petrosyan - Luc Langevin - Jaime Figueroa - Jerry Pilar - Olivier Heloir                       |                                   |
| 2016  | - Enzo Weyne - Luca & Tino - Vincent C - Parenthèse Cubique                                                                                     |                                   |
| 2017  | - Moulla - Fabien Olicard - Magus Utopia - Yu Ho-Jin                                                                                            |                                   |
| 2018  | - Joséphine Lee - Caroline Marx - Gus - Young-Min Kim - Miguel Munoz                                                                            | Penn et Teller                    |
| 2019  | - Topas - Chloe Crawford - Yu Hojin - Kevin James - Do Ki Moon                                                                                  | David Copperfield                 |
| 2020  | - Léa Kyle - The Clairvoyants - Kevin Micoud - Diego & Elena - Florian Sainvet                                                                  | Les Ehrlich Brothers              |
| 2021  | - Winston Fuenmayor - Darcy Oake - Sabine Van Diemen - Aaron Crow - Léo Brière                                                                  | Criss Angel                       |
| 2022  | - Hollie ENGLAND - Raymond CROWE - Mag MARIN - Fabien OLICARD (Mandrake spécial) - Artem SHCHUKIN                                               |                                   |
| 2023  | - Henry & Klauss - JunWoo PARK - Ding YANG - Nicolas RIBS - Eric CHIEN                                                                          |                                   |
| 2024  | - Solange KARDINALY - SangSoon Kim - Jaana FELICITAS - Markobi - Ben ROSE - Laurent PIRON                                                       |                                   |